# Ottersleben
Der Magdeburger Stadtteil Ottersleben besteht aus den ehemaligen Dörfern Groß Ottersleben, Klein-Ottersleben und Benneckenbeck.

## Lage
Früher war es mit 15.700 Einwohnern das größte Dorf der DDR, ehe es 1952 als Stadtteil „Südwest“ eingemeindet wurde. Heute leben auf einer Fläche von 16,5292 km² 10.355 Menschen (Stand 31. Dezember 2021), eine wesentliche Erhöhung zu früheren Zeiten, bedingt durch etliche neue Eigenheimsiedlungen.
Begrenzt wird der Stadtteil im Westen und Süden durch die Stadtgrenze, im Norden durch die Ballenstedter/Gernröder Straße, weiter westlich dann durch die Osterweddinger Chaussee zwischen der Stadtgrenze und dem Magdeburger Ring.

## Geschichte

### Ortsgeschichte
König Otto I. schenkte im Jahre 937 dem Magdeburger Mauritiuskloster u. a. die Dörfer Liemuntesdorf (Lemsdorf) und Otteresleba samt 100 höriger Familien. Auch später gegründete Klöster brachten dann Ländereien des heutigen Ottersleber Gebietes in ihren Besitz. Erstmals urkundlich erwähnt wurde Ottersleben im Jahre 1245. In der Folgezeit wechselte es dann häufig den Besitzer, wurde zerstört und wieder aufgebaut. 1547 belagerte Herzog Alba erfolglos das lutherische Magdeburg und plünderte beim Abzug zum Ersatz das reiche Ottersleben. Während der Belagerung Magdeburgs 1550 kam es am 19. Dezember zur denkwürdigen Attacke Magdeburgischer Stadtsoldaten gegen in Ottersleben lagernde Stiftsjunker, die unter Mitnahme von Domschätzen aus der Stadt geflüchtet waren und mit dem Feind kooperierten. Im Dreißigjährigen Krieg wurde der Ort so stark zerstört, dass zwischen 1639 und 1647 niemand hier wohnte. Nach einigen noch folgenden Besetzungen und Plünderungen herrschte dann im 18. Jahrhundert relative Ruhe und man begann mit dem Wiederaufbau der Höfe. Zu der Zeit entstand auch der Gedanke für ein Ortswappen. Da sich der Name Ottersleben eingebürgert hatte, hielt man sich an den Fischotter, der – einen Fisch im Maul – über Wasser springt.
1806 legte man die Chaussee nach Magdeburg an, doch im selben Jahr kamen die Franzosen. 1815 kam Ottersleben durch die preußische Gebietsreform zum Amt Wanzleben. Als die otterslebischen Befestigungen gegen die weitreichenden Kanonen nicht mehr schützten, riss man sie nach und nach nieder. Viele Menschen siedelten sich jetzt außerhalb der ehemaligen Mauern an, und so wuchsen Groß-Ottersleben und Benneckenbeck langsam zusammen. Nach und nach zog die Industrie ein: Zuckerfabrik und Zichoriendarre entstanden als erste, Arbeiterfamilien zogen zu, Mietshäuser wurden gebaut, der Ort erweiterte sich zusehends. 1850 raffte die letzte Choleraepidemie 42 Bürger hinweg. 1851 wurde mit der Straßenpflasterung begonnen, zuerst in der Breite Straße (heute: Alt-Ottersleben). In den nächsten Jahren folgten sämtliche alten und neuen Dorfstraßen (allerdings bis heute kaum verändert).
Lange Zeit lag Ottersleben weit außerhalb des großen Nachbarn Magdeburg. Eine Verbindung ergab sich erst, als an der sog. „Straße nach Ottersleben“ – nach der Zerstörung der alten Sudenburg 1812 – eine neue Sudenburg im Süden entstand. Der Ort vergrößerte sich bald so schnell über die Grenzen der Feldmark hinaus, dass das erste Ottersleber Haus direkt neben dem Gasthof „Zur Linde“ stand, der zu Magdeburg gehörte. Von hier aus befanden sich dann aber nur noch wenige Häuser zwischen den Ortschaften, der Rest war Acker. Mit der Errichtung eines Wasserhochbehälters im Jahre 1858 auf dem Kroatenberg (heute Georgshöhe) trat bezüglich der Besiedlung auch noch keine Veränderung ein. Auf diese mit Akazien bepflanzte Höhe führte ein Weg, den man wegen des zehn Jahre später hier erbauten Artillerieforts „Kanonenweg“ nannte.
Um die Jahrhundertwende entstanden am Dorfrand und in der Dorfmitte die ersten Handwerkerhäuser und Mietwohnungen mit städtischem Charakter. Sie bildeten Straßenzüge und umschlossen die alten Bauernhäuser. Hauptursache für den Zuzug war die Erweiterung der Magdeburger Industrie und der damit verbundene erhöhte Wohnraumbedarf. Die Zuzügler kamen meist aus den etwas weiter entfernt liegenden Orten, fanden Arbeit in Magdeburg und die Wohnung in Ottersleben. So kamen etwa schon 1910 ca. 2.000 Industriearbeiter von Ottersleben zur Arbeit nach Magdeburg. Die drei Dörfer Groß-Ottersleben, Klein-Ottersleben und Benneckenbeck, die seit 1921 eine Gemeinde bildeten, zählten zu dieser Zeit ca. 10.000 Einwohner, man sprach vom größten Dorf Europas. Seit 1932 entstanden dann die Wohnsiedlungen Georgshöhe und Elisengrund. Von 1899 bis 1941 verfügte Ottersleben mit der Otterslebener Zeitung über eine eigene regelmäßig erscheinende Zeitung. Am 25. Juli 1952 wurde Groß-Ottersleben mit damals 15.683 Einwohnern in die Stadt Magdeburg als neuer Stadtteil Südwest eingegliedert.

### Zum Ortsnamen
Die alte deutsche Wortendung leva, liba, leba oder leiba führte zum heutigen -leben und bedeutete damals so viel wie Besitz, Hab und Gut, auch Erbe oder Nachlass. Es war meist an einen Eigennamen gebunden und zeigte an, dass ein Edler, Freier oder Gefolgsmann des jeweiligen Herrschers von diesem mit Grundbesitz belehnt wurde. Bei „Oteresleva“ lässt sich allerdings nicht genau nachweisen, wer der Namensträger war – eventuell handelte es sich um eine Person namens Otto oder Odo.

### Ottersleber Schlope
In früheren Jahren wurde in der Magdeburger Börde in jedem Haushalt zum Winter wenigstens ein Schwein geschlachtet. Zum Frühstück gab es dann Stichfleisch und frisch durch den Fleischwolf gedrehtes Fleisch für die Dauerwurst (Bratwurst). Da aber rohes Fleisch nicht jedermanns Geschmack war, wurden vom Hausschlächter kleine Röllchen oder Klöße geformt und diese im Herd oder in der Bratpfanne gegart.
Um die Fleischmasse weich und eine Bindung zu erhalten, wurden noch Eier hinzugesetzt. Dann wurde begonnen, diese Masse mit Gewürzen, wie Muskat, Kümmel oder Majoran zu verfeinern und in den Darm zu füllen. Jeder Hausschlächter hatte dafür sein eigenes Rezept. Da diese Fleischmasse im Darm weich (schlopig – schlapp) war entstand der Ausdruck „Schlope“.
Ein Ottersleber, Herr Lothar Röpke, erinnerte sich, dass schon sein Großvater Ottersleber Schlopen gefertigt hatte. Dieses Rezept hat Herr Röpke entsprechend den heutigen Bestimmungen der Wurstherstellung modifiziert.
Seit 1999 verkauft der Heimatverein Ottersleben e. V. die Ottersleber Schlope auf den Festen in Ottersleben.

### Dörfer rings um Ottersleben
Wie rings um Magdeburg, so lagen auch um Ottersleben etliche kleinere Dörfer. Wir finden einen Ring von Kleindörfern mit den Namen Niendorf, Stemmern, Abbendorf, Apendorf, Camersdorf und Erpitz. Während sich die ersten vier westlich und südlich herumzogen, lag Camersdorf südöstlich und Erpitz östlich, etwa in der Mitte des heutigen Stadtweges. Erpitz war ursprünglich Gründung und Besitz eines christianisierten slawischen Edlen namens Erp, der zu Zeiten Ottos I. lebte. Einer seiner Nachkommen, Heidenreich von Erpitz, war 1326–1327 Erzbischof von Magdeburg. Etwa um diese Zeit verschwindet der Name aus den Urkunden, was darauf hindeutet, dass auch das Dorf wüst geworden war.

### Haustafeln
Abgesehen von einigen Gutshäusern, waren die restlichen Häuser eher schlicht und zweckmäßig gebaut. Üblich war es allerdings, dass man an die Häuser Haustafeln anbrachte, die Auskunft darüber gaben, wann das Haus errichtet wurde und von wem. Manche dieser Tafeln waren mit Segenswünschen versehen oder wiesen auf ein Unglück hin. Ebenso war es üblich die äußerlich sichtbaren Teile der Maueranker aus geschmiedeten Buchstaben und Zahlen in Form der Initialen der Erbauer und des Baujahres zu gestalten. Erhalten sind:
- Eine Tafel am Haus Alt Ottersleben Nr. 22. Sie erinnert an die Verluste des Eigentümers im Kriege 1806 und an ein Brandunglück im Jahre 1810, bei dem vier Gehöfte mit der gesamten Ernte in einer Nacht vernichtet wurden. Auch eine andere Tafel – beim Abriss des Grundstücks Alt Ottersleben Nr. 20 geborgen – erinnert daran.
- Am Haus Am Dorfteich Nr. 5 befindet sich eine „Segenstafel“. Solche Tafeln sollten Haus und Hof schützen.
- Am Gebäude des ehemaligen Dorfkruges (heute „Schwarzer Adler“) Alt Ottersleben Nr. 46, ist eine Tafel mit der Teilabbildung des Dorfsiegels von 1602 angebracht. Gut zu erkennen ist ein Fischotter mit einem Fisch im Maul.
- Über der Eingangstür des ehemaligen Gutshauses Alt Benneckenbeck Nr. 17 befindet sich noch ein Wappen der Familie von Alemann, die früher einmal Besitzer des Freigutes waren. Leider ist das Wappen überstrichen worden.

### Hünengrab
Hart an der Grenze zur Hohendodelebener Feldmark, nahe den ehemaligen Hängelsbergen, liegt die Gemarkung Hünengrab Ottersleben. Es ist ein Hügel (121,6 über NN) glazialen Ursprungs, wie auch andere Erhebungen in der Börde. In der späten Jungsteinzeit wurde hier ein Großsteingrab errichtet, das aber schon in vergangenen Jahrhunderten weitestgehend zerstört wurde, um die Steinkammer als Prellsteine im Dorf zu verwenden. Auch die tönernen Beigefäße gingen verloren. Einzig ein Steinbeil blieb erhalten und befindet sich jetzt im Magdeburger Museum.
Das Hünengrab war stets Schafweide (Anger), wurde aber in diesem Jahrhundert im Westteil ackerbaulich genutzt. Im Zweiten Weltkrieg war auf dem Hügel eine Flakbatterie stationiert. Dabei fanden viele Jugendliche den Tod, die zum Kriegsende die vorrückenden Amerikaner noch aufhalten sollten.
Nach dem Krieg wurde das Hünengrab zu einer „wilden Müllkippe“. 1971 entrümpelten Mitglieder der Jagdgesellschaft Magdeburg-Südwest, einige Naturschutzhelfer und Imker das Gelände und gestalteten es in den folgenden Jahren zu einem Feldgehölz um, so dass der Hügel heute kaum noch zu erkennen ist.

### Wasserversorgung
Erst nach dem Mittelalter wurden in Ottersleben gemeinschaftliche Brunnen für die allgemeine Nutzung gebaut. Die Brunnenschächte waren aus Bruchsteinen kunstvoll gesetzt und oben mit einem Umschweife aus Holz versehen. Die Wasserentnahme erfolgte mit einem Schöpfeimer, der an einer Kette oder einem Seil befestigt war. Gehoben wurde der Eimer mit einer Wippe oder Winde.
Derartige Brunnen standen zumeist an zentralen Plätzen und wurden von der Gemeinde unterhalten. Nach und nach bauten sich die Bewohner dann eigene Brunnen auf den Gehöften (meist Ziehbrunnen). Im 18. Jahrhundert kamen dann die ersten Pumpen auf, zuerst aus Holz, dann aus Gusseisen. Die Brunnen wurden nur mit Bohlen abgedeckt und waren so natürlich allen möglichen Verunreinigungen ausgesetzt. In vielen Fällen war auch die Dunggrube nicht ausreichend weit entfernt, was die Wasserqualität entscheidend verschlechterte. Ein Gemeinde-Wippbrunnen stand ehemals vor dem ehemaligen Schmiedetor auf dem heutigen Eichplatz. Ein funktionierender Ziehbrunnen steht noch heute auf einem Grundstück in der Karlstraße.
In Klein-Ottersleben gab es eine Besonderheit: Die Wasserentnahmestelle (Quelle) war von allen Seiten her durch den „Wassergang“ zu erreichen. Dieser zog sich über 300 m lang durch das Dorf. Solche Brunnen waren Anlaufpunkt für Bewohner, deren eigene Wasserstelle kein gutes Trinkwasser lieferte. Transportiert wurde das Wasser in Eimern, die des besseren Tragens wegen an einer besonderen Trage (Schanne) hingen, die man auf den Schultern trug. In die gefüllten Eimer wurde noch ein Holzkreuz gelegt, damit das Wasser beim Gehen nicht ausschwappte.
In der Küche standen die Eimer auf der Wasserbank, an der Wand hing ein Schöpfer (Maß) mit dem das Wasser aus dem Eimer entnommen wurde. Der Wasserverbrauch war durch die Mühsal des Heranschaffens natürlich recht sparsam. So wurde dann auch für das Wäschewaschen und für das „Familienbad“ am Samstag von jeher Regenwasser gesammelt und verwendet. Erst in den 1950er Jahren wurde Ottersleben nach und nach an die Magdeburger Wasserversorgung angeschlossen.

### Verkehrsanbindung

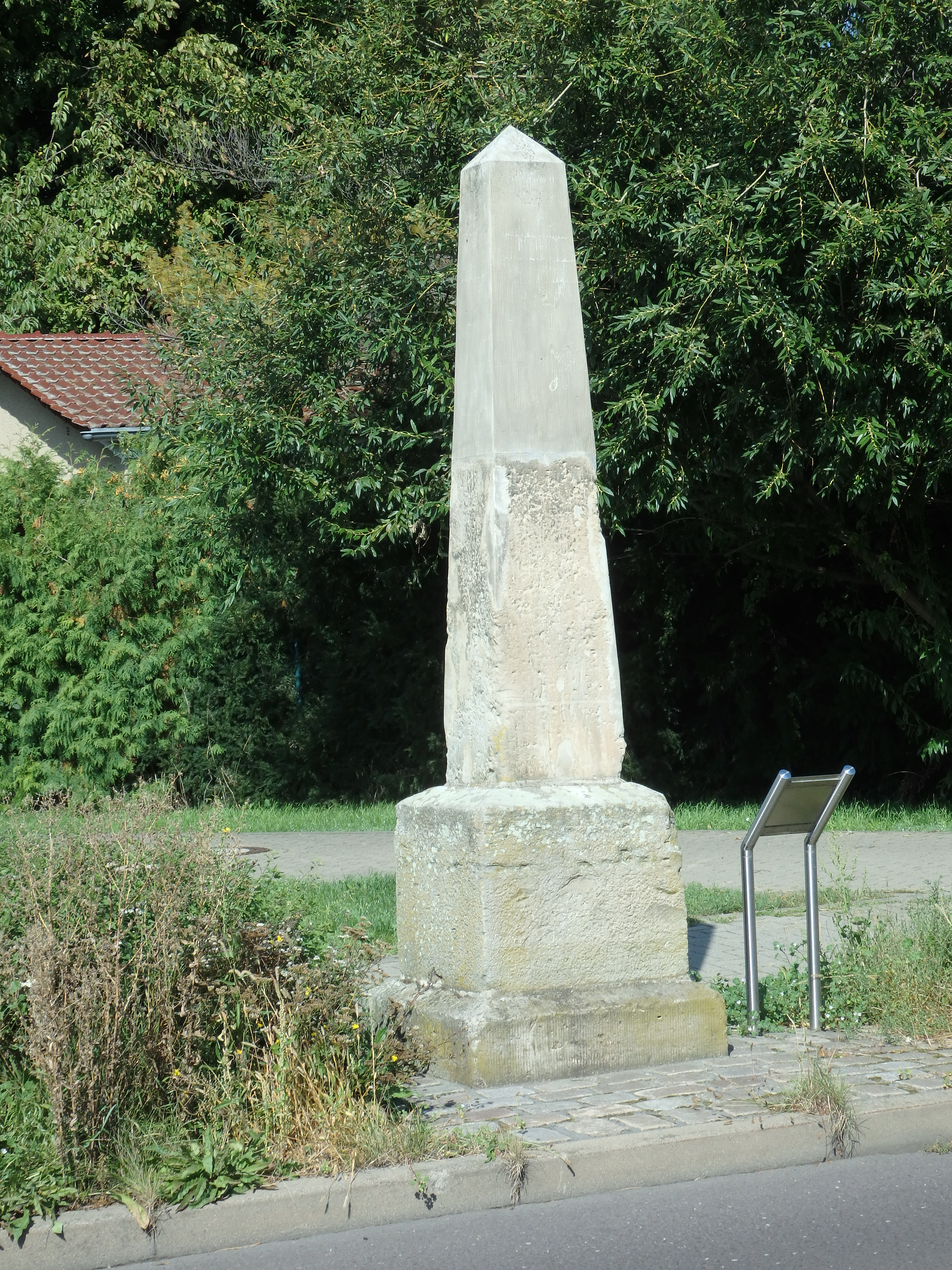
Preußischer Meilenstein, eine Meile an der Chaussee von Magdeburg entfernt in Ottersleben

In früheren Jahrhunderten bestand für die Ottersleber kaum einmal die Notwendigkeit Magdeburg aufzusuchen. War dies dennoch einmal der Fall, so wurde der Weg zu Fuß oder mit dem Pferd zurückgelegt, Standes- oder Amtspersonen fuhren mit der Kutsche. Lieferungen von Waren erfolgten zu Fuß mit der Kiepe, größere Mengen mit dem Pferdegespann. Wer genug Geld hatte, konnte die Karriolpost (Wanzleben/Magdeburg) benutzen.
Die in der 2. Hälfte des 19. Jahrhunderts aufblühende Magdeburger Industrie zog viele Arbeitskräfte aus den umliegenden Dörfern an. Daher mussten auch die Menschen, die sich inzwischen in Ottersleben niedergelassen hatten, lange Fußmärsche bei Wind und Wetter zum Arbeitsplatz zurücklegen, oder mit dem Pferdeomnibus bzw. dem Fahrrad den Weg bestreiten. Das 1879 in Umlauf gekommene „Niederrad“ fand deshalb bald sehr viele Freunde und wurde nach dem Ersten Weltkrieg Verkehrsmittel Nr. 1, was von der Stadt durch ein vorbildlich ausgebautes Radwegenetz gefördert wurde. Der Pferdeomnibus verkehrte jahrelang von Ottersleben bis Sudenburg und war ein mit Planen verhängter Wagen mit Heckeinstieg. Die Endstationen waren die Gaststätten „Zur Post“ und „Zur Linde“ in Sudenburg. Waren genügend Fahrgäste gesammelt, wurde der Kutscher aus der Gaststätte geholt.
Vor dem Ersten Weltkrieg gab es sogar einmal eine Buslinie. Es hatte sich eine AG gegründet, die die Strecke nach Sudenburg mit einem eisenbereiften „Dürkop“ Autobus betrieb. Dieser fuhr von der Ortsmitte durch die Straße Im Frankefelde bis zur „Sonne“ (Ecke Halberstädter Str./Leipziger Str.). Der Betrieb dauerte nicht sehr lange an, weil weder die Straßen den Eisenrädern noch die Anwohner dem Lärm standhielten. Am schlechten Straßenzustand scheiterte ebenso ein Versuch der Reichspost die Strecke mit großen 3-Achsen-Bussen zu befahren.
Kurz vor dem Zweiten Weltkrieg hatte der Ottersleber Unternehmer Petzerling ein Busunternehmen gegründet und befuhr die Strecke nach Sudenburg. Der Krieg setzte diesem Projekt ein Ende. Nach 1945 wurde dann mit schrottreifen Oldtimern der Verkehr wieder aufgenommen, ebenso wurde der Ottersleber Unternehmer wieder aktiv.
Nach der Eingemeindung Otterslebens 1952 richteten die MVB eine O-Bus-Linie ein, die am 25. Oktober 1953 als damals modernste O-Bus-Linie der DDR eingeweiht wurde. 1959 erfolgte dann eine Erweiterung bis Buckau (zweite Linie zur Porsestraße). Beide O-Bus-Linien wurden 1969 durch Kraftomnibusse (KOM) ersetzt.
In den letzten Jahren wurde der Buslinienverkehr erheblich ausgebaut und erschließt auch die neu entstandenen Eigenheimsiedlungen Sonnenanger und Birnengarten. Eine Straßenbahnanbindung in Richtung Sudenburg ist im Gespräch.

### Landwirtschaftliche Industrie
Neben der Zuckerproduktion gab es noch ein weiteres Gewächs, das einen zeitweiligen Wohlstand nach Ottersleben brachte, die Zichorie. Aus der gemeinen Wegwarte gezüchtet, fand die Kulturform in der Magdeburger Börde ideale Anbaubedingungen. Nach der Ernte im Herbst wurde die fleischige Wurzel gewaschen, geschnitzelt und dann gedarrt. In den Darren, von denen es vier in Ottersleben gab, lagen die Schnitzel auf Darrböden und wurden von unten her mit heißer Luft eines Koksfeuers bestrichen. Das Wasser entwich als Wasserdampf und es blieb eine dunkelbraune Masse zurück. Dieses Produkt enthielt wasserlösliche Bitter-, Aroma- und Farbstoffe und wurde an Fabriken versandt, wo es gemahlen, zu Stangen gepresst und verpackt wurde. Zichorie diente als Kaffeeersatz oder zur Geschmacksverbesserung von Malz- oder Bohnenkaffee. Als der Bedarf nach Zichorien um die Jahrhundertwende immer stärker zurückging, stellte etwa 1930 auch in Ottersleben die letzte Darre ihren Betrieb ein.

### Dorfteich in Groß-Ottersleben

Dorfteich

Ottersleben hat seit Jahrhunderten einen Dorfteich. Die Gegend um den „Dorf- oder Brauteich“ wurde früher „Der Vogelgesang“ genannt, in deren Mitte sich der von Bäumen umsäumte Dorfteich befand. An dieser tiefgelegenen Stelle treten Quellen zu Tage, die den Teich speisten und deren Wasser danach in die Eule (früher Beke genannt) abfloss. Im 19. Jahrhundert wurde der Teich zu einer Pferdeschwemme umgebaut. Er wurde durch zwei Bruchsteinmauern begrenzt und sein Untergrund gepflastert.

### St.-Stephani-Kirche (Groß-Ottersleben)

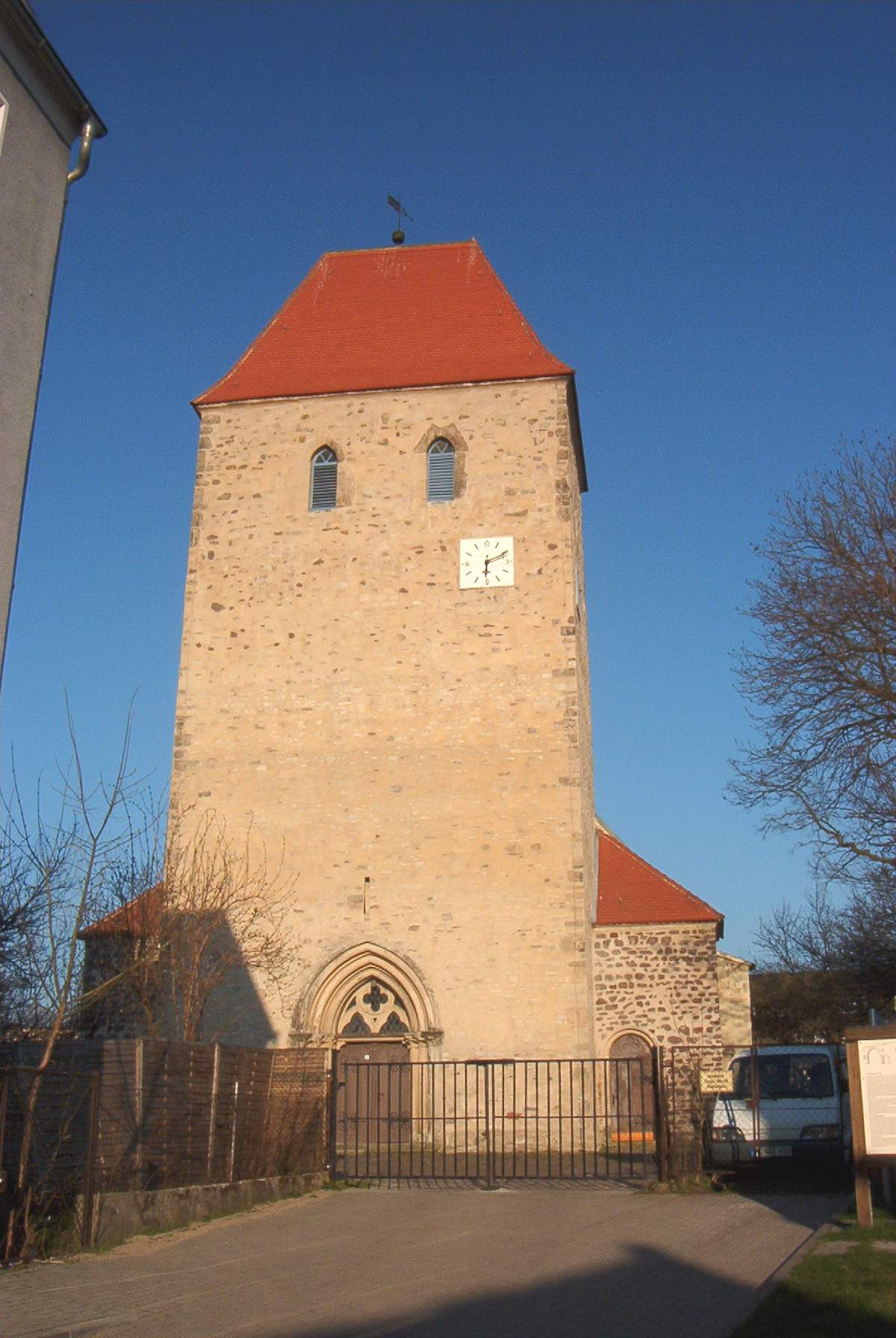
St.-Stephani-Kirche

Die Kirche St. Stephani steht an der Kirchstraße 1. Das Westwerk der Kirche stammt aus dem 12./13. Jahrhundert. 1205 wurde der Pfarrer von Ottersleben erstmals erwähnt. Nach 1250 wurde der Turm beim Neubau des dreischiffigen Langhauses erhöht, wobei die tieferliegenden romanischen Schallöffnungen vermauert wurden. 1556 wurde das Kirchenschiff nach mehreren Zerstörungen in den jetzigen Zustand umgebaut. Die flache Holzdecke stammt von 1774, die Kanzel ist aus dem 17. Jahrhundert, der Altar ein Werk Helmstedter und Halberstädter Künstler von 1704. In der Turmhalle befindet sich ein Kreuzigungsrelief von 1510. Die letztere größere Rekonstruktion fand im Jahre 1872 statt, wobei sie ein gotisches Westportal erhielt. Dennoch ist sie gutes Beispiel für schlichte „Dorfkirchenromantik“.
In der Folgezeit wurde nur noch wenig an der Kirche gemacht, so dass sie heute in einem schlechten baulichen Zustand ist. Obwohl sie 1981 unter Denkmalschutz gestellt wurde, war es weder der evangelischen Kirche noch dem Staat möglich die Rekonstruktionskosten aufzubringen. Mitte der 80er Jahre musste dann die Südseite von der Baupolizei gesperrt werden. Erst 1990 stellten Bund, Land und Kirche Mittel zur Sicherung der Kirche zur Verfügung. Da inzwischen Schwamm und Fäulnis auch die Nordseite erreicht haben, sind jetzt auch die Orgel aus dem Jahr 1806 und der Altar von 1704 gefährdet. Die Kirchengemeinde zählt heute ca. 600 Personen.

### Benneckenbeck
Schon Mitte des 13. Jahrhunderts taucht in einigen Schriften des Öfteren der Name Bonicke auf, der Name einer in Magdeburg ansässigen Ritterfamilie. Die Bonickes hatten zwischen den Dörfern Erpitz und Camersdorf viel Land erworben, bauten und siedelten nun dort. Nach und nach kamen die Erpitzer und Camersdorfer Flurstücke dazu. Einer der zahlreichen kleinen Bäche, heute bekannt als Eulegraben, floss durch das Anwesen, und so bürgerte sich für diese Gegend der Name „Bonikenbeke“ (Bonickes Bach) ein.
Bis 1376 blieb das Anwesen im Besitz der Bonickes und geriet dann 200 Jahre lang in verschiedene Hände. 1594 wird dem aus Helmstedt zugezogenen Heinrich Albrecht Mynsinger von Frundeck der größte Teil des Besitze als Erblehen überlassen. Die Mynsingers waren ein Schweizer Adelsgeschlecht, das aus Glaubensgründen die Heimat verlassen musste. Vom Kaiser gefördert, ließen sie sich in Helmstedt nieder, wo der Rechtsgelehrte Joachim Mynsinger erster Kanzler der dortigen Universität war. Sein Enkel Heinrich Albrecht zog nach Magdeburg und bekam also „Bonickenbeck“, errichtete dort sogleich verschiedene Wohn- und Wirtschaftsbauten, unter anderem auch eine Kapelle und einen Turm. Mynsinger richtete auch eine Schule für Knaben der betuchten Ottersleber Bürgerfamilien ein. 1609 kaufte er jedoch das Schloss und den Besitz Möckern und zog mit Frau und Sohn dorthin, wo er 1613 verstarb.
„Bönickenbeck“, wie man jetzt sagt, wurde im Dreißigjährigen Krieg schwer verwüstet. 1661 erwarb der Magdeburger Bürgermeister Stefan Lentke den Besitz und bewirtschaftete ihn sehr erfolgreich. Die drei Lentke-Söhne teilten dann das Anwesen in Ober-, Mittel- und Unterhof, ebenso das Land zu gleichen Teilen.
Als die Befestigungen von Groß-Ottersleben gegen die neuen Geschütze keinen Schutz mehr boten, riss man nach und nach die Mauern nieder. Viele Menschen siedelten nun auch außerhalb der ehemaligen Mauern, so dass Benneckenbeck und Ottersleben langsam zusammenwuchsen.

### Wohnturm Benneckenbeck

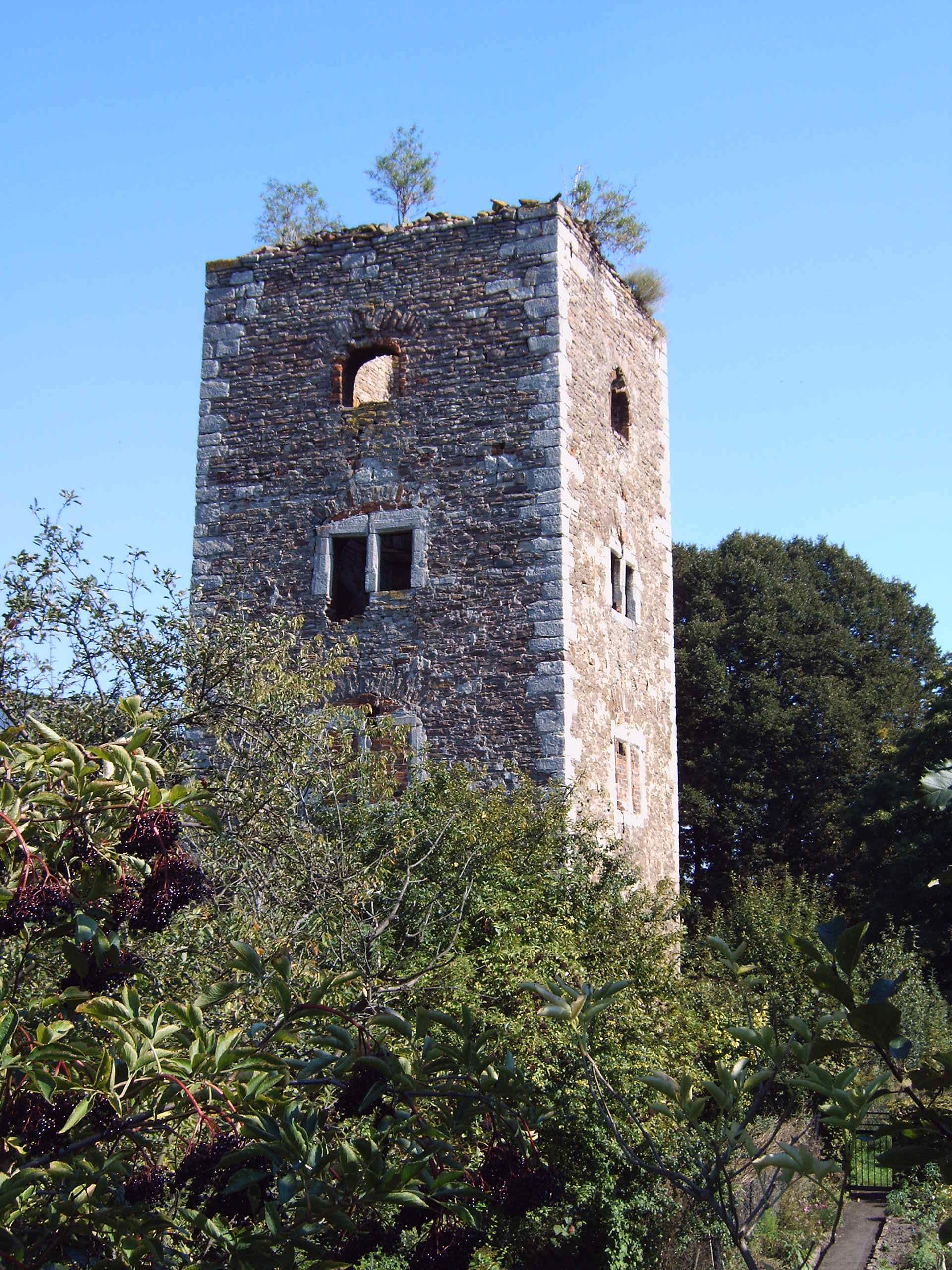
Wohnturm

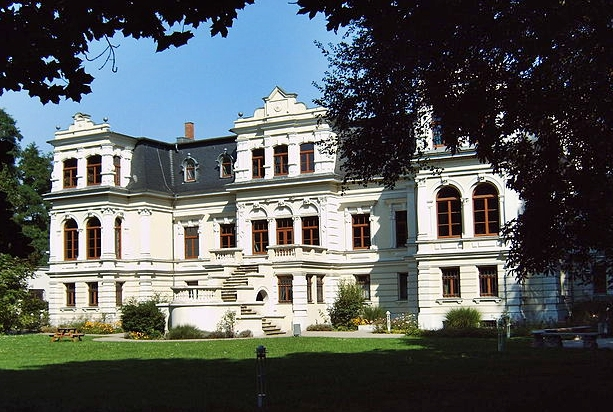
Böckelmannsche Villa

Der um 1500 erbaute Wohnturm Benneckenbeck (Christian Peicke schreibt seinen Bau allerdings dem damaligen Besitzer Benneckenbecks, Heinrich Mynsinger von Frundeck, erst für 1594 zu) hat einen quadratischen Grundriss von 6,50 m × 6,50 m. Über dem 4,50 m (andere Quelle 5,50 m) hohen Erdgeschoss mit Kreuzgratgewölbe befinden sich drei flachgedeckte Obergeschosse, die mit einem Zeltdach überdeckt waren. Das Mauerwerk besteht aus Sand- und Rogenstein und hat einen Eckverband von Muschelkalkquadern. Die Obergeschosse hatten keine Verbindung zum Erdgeschoss, konnten nur von außen erreicht werden und waren untereinander mit einer durchgehenden Holztreppe verbunden. Die Mauerstärke beträgt im Erdgeschoss 1,30 m, in den Obergeschossen 1,00 m. Ein unteres Rundbogenportal trägt die Jahreszahl 1594. Noch bis zum Zweiten Weltkrieg trug der Turm ein Dach und wurde als Taubenturm genutzt. Infolge eines Brandschadens fehlen zurzeit die Holzdecken der Obergeschosse und das Dach.

### Klein Ottersleben
Erstmals urkundlich erwähnt wird Klein-Ottersleben am 21. März 1289 in einer Schenkungsurkunde an den Deutschen Ritterorden, doch ist der Ort ebenso alt wie Groß-Ottersleben. Die massive Johanniskirche stammt aus der Wende vom 12. zum 13. Jahrhundert. Hinter einer bewaldeten Bodenwelle im Norden des größeren Ottersleben siedelten sich zeitgleich Menschen an. Auch erhielt der Ort größeren Zuzug von christianisierten Slawen und anderen Zuwanderern. Klein Ottersleben ist eine typisch slawisch-wendische Ortsanlage mit einer durchgehenden Straße an der die Gehöfte zur Straße ausgerichtet liegen. In der erwähnten Schenkungsurkunde werden Klein Ottersleben und Großottersleben deutlich voneinander getrennt, was auf Streitigkeiten schließen lässt. Im 13. Jahrhundert bestand der Ort aus drei Gütern – einem Rittergut und zwei anderen Gütern.
Ebenso wie in Groß-Ottersleben findet man auch hier auf Wohlstand hindeutende Hofstellen der einstigen Großbauern. Im 17./18. Jahrhundert wohnten sogar einige Adelsfamilien hier. Am 25. Juni 1480 wird erstmals „Ludiger von Klein-Ottersleben“ mit einem Hof und Turm erwähnt. Auf einer Karte von 1684 ist ein Platz mit Namen „Lattorf’sches gut mit Turm“ zu sehen, welches wohl bis 1725 bestand. Als Besitzer dieses Gutes werden drei weitere Namen erwähnt: Legant, Prinz Heinrich von Preußen und Steinkopf.
Danach wechselten die Besitzer noch häufiger. Am längsten – von 1597 bis 1735 – hatte die Familie Wüstenhoff das Sagen im Dorfe. Zählte Klein-Ottersleben 1563 nur 80 Einwohner, waren es 1685 bereits 170, 1800 schon 339 und 1890 sogar 1885 Einwohner.
Im Laufe der Geschichte teilte Klein Ottersleben im Wesentlichen das Schicksal Groß-Otterslebens. Da es außerhalb der festen Mauern lag, wurde es durch Kriege aber noch häufiger verwüstet. Im Dreißigjährigen Krieg soll Pappenheim hier sein Basislager gehabt haben, später brachte Tilly hier seine Batterien in Stellung, um sich langsam an Magdeburg heranzuschießen.
Die beiden am westlichen Rand gelegenen Dörfer Niendorf und Stemmern waren in diesem Kriegsjahrhundert schon verwüstet worden. Klein-Ottersleben dagegen behauptete sich und wurde immer erneut aufgebaut. Nach mehrfachem Verkauf des Rittergutes und der Freihöfe erwarb nach der Franzosenzeit, zu Beginn des 19. Jahrhunderts die Familie Böckelmann das Rittergut. Damit verbunden war das Kirchenpatronat von Klein-Ottersleben. In der Folgezeit beherrschten die Familie Böckelmann/Köhne den Ort. 1874 legte W.A.Böckelmann den Amtsgarten Ottersleben an. 1922 wurde Klein-Ottersleben mit Groß-Ottersleben vereinigt. Die Gebrüder Böckelmann/Köhne hatten 1836 auch eine Zuckerfabrik erbaut, die neben Zuckerrüben- und Zichorienanbau Wohlstand brachte und die Bevölkerung wachsen ließ (Zuckerfabrik 1907 stillgelegt). Ab 1948 nutzten dann die „MTS“ und dann der „MEBAU“ das Fabrikgelände.

## Gebäude und Anlagen
- Amtsgarten Ottersleben
- Ottersleber Teich
- Sankt-Maria-Hilf-Kirche
- Sankt-Stephani-Kirche
- Wohnturm Benneckenbeck

Die im Stadtteil vorhandenen Kulturdenkmale sind im örtlichen Denkmalverzeichnis aufgeführt.

## Persönlichkeiten
In Ottersleben geborene Personen von überregionaler Bedeutung.
- Christian August Peicke (1846–1939), Ottersleber Heimatforscher
- Julius Koch (1867–1934), sozialdemokratischer Gewerkschafter und Politiker
- Albert Dankert (1877–1933), Arbeitersportler
- Gustav Ferl (1890–1970), sozialdemokratischer Politiker
- Erich Brose (1894–1974), Ottersleber Heimatforscher (geboren in Klein Ottersleben)
- Ernst Wille (1894–1944), SPD-Politiker und Widerstandskämpfer gegen den Nationalsozialismus; zeitweise auch Vorsitzender der SPD-Ortsgruppe Groß Ottersleben
- Adolf Jentzen (1899–1943), Widerstandskämpfer gegen den Nationalsozialismus (geboren in Klein Ottersleben)
- Alfred Grünberg (1901–1942), Arbeiter, KPD-Mitglied und Widerstandskämpfer gegen den Nationalsozialismus
- Kurt Hirschfeld (1902–1994), Bauingenieur, Professor an der RWTH Aachen
- Erwin Willy Becker (1920–2011), Physiker und Hochschullehrer. Er war ab 1958 Direktor des Instituts für Kernverfahrenstechnik am Kernforschungs-Zentrum der Universität Karlsruhe
- Günter Bust (1930–2005), Musikpädagoge und Komponist
- Norbert Kühne (* 1941), Schriftsteller und Psychologe, Pseudonym: Ossip Ottersleben; wohnt in Marl (Westfalen)
- Lutz-Michael Häder (1947–2024), Fußballspieler (geboren in Groß Ottersleben)
- Gerd Eversberg (* 1947), Professor für Neuere deutsche Literatur, Direktor des Storm-Archivs, Husum (1989–2011) (geboren in Groß Ottersleben)
- Wieland Schmidt (* 1953), Handball-Nationalspieler und -trainer

Nicht in Ottersleben geboren, aber mit Ottersleben verbundene Personen.
- Albert Fischer (1829–1896), evangelischer Pfarrer und Hymnologe, war von 1877 bis 1896 in Ottersleben.
- Wilhelm Diek (1846–1926), katholischer Pfarrer, war von 1872 bis 1891 in Ottersleben.
- Dietrich Fröhner (1939–1983), Maler und Graphiker, lebte und arbeitete in Ottersleben